# 向日葵之里
43°44′27.″N 141°52′21.4″E / 43.74083°N 141.872611°E

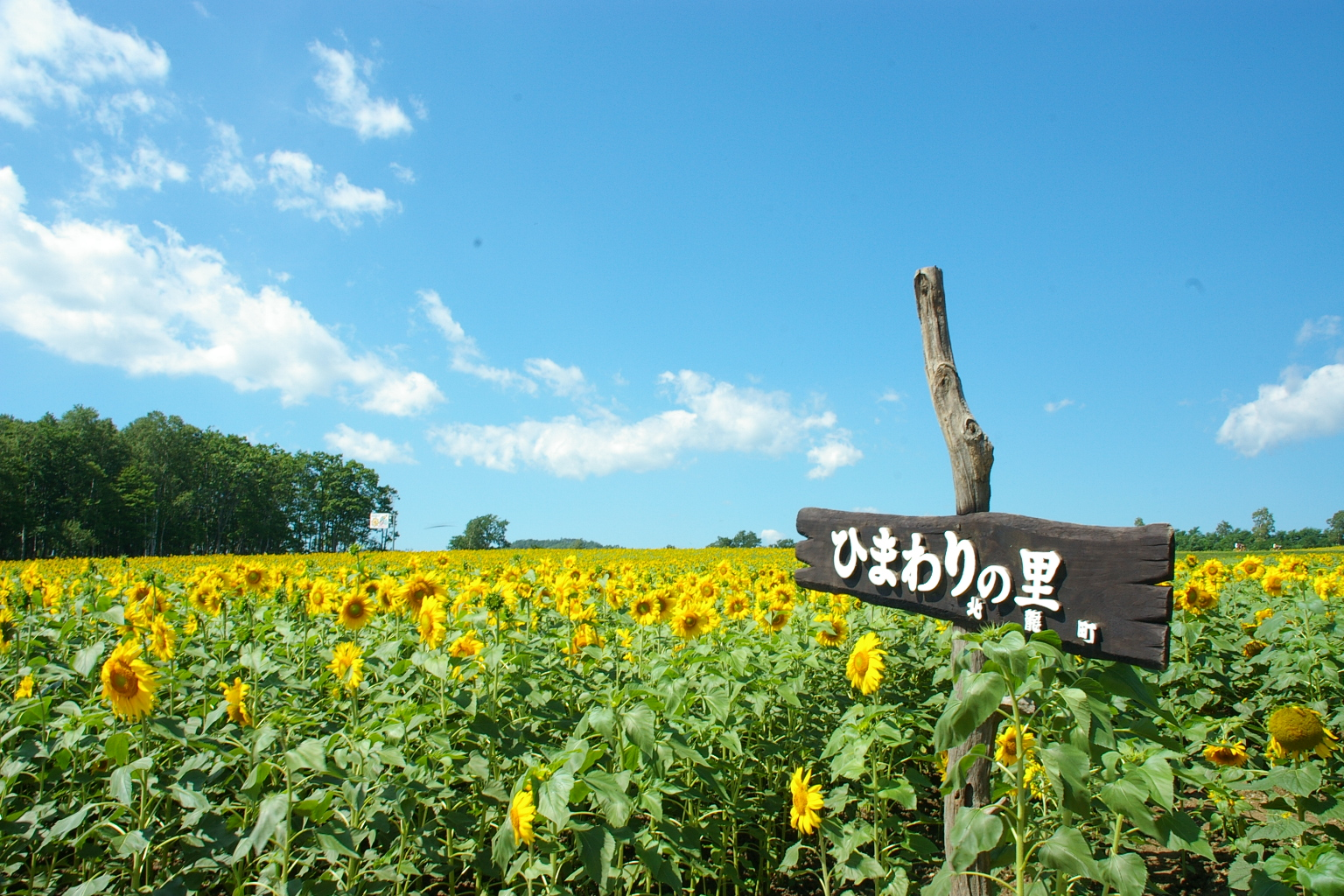
向日葵之里

向日葵之里是位於日本北海道雨龍郡北龍町的觀光景點，由於向日葵為北龍町主要的栽種作物，因此北龍町也以向日葵作為主題發展觀光產業。
每年7月中旬至8月中旬期間，町內有23.13公頃的向日葵田先後開始開花，估計向日葵的總數量達150萬朵。

## 歷史
1979年，曾在北龍町農協任職的四辻進在歐洲見到大片向日葵花田後，決定在北龍町推廣栽種向日葵，隔年農協開始以「一戶一畝」的口號推廣種植向日葵。
1987年，北龍町舉辦第一屆「向日葵祭」，1989年，成立「向日葵之里」。

## 圖片

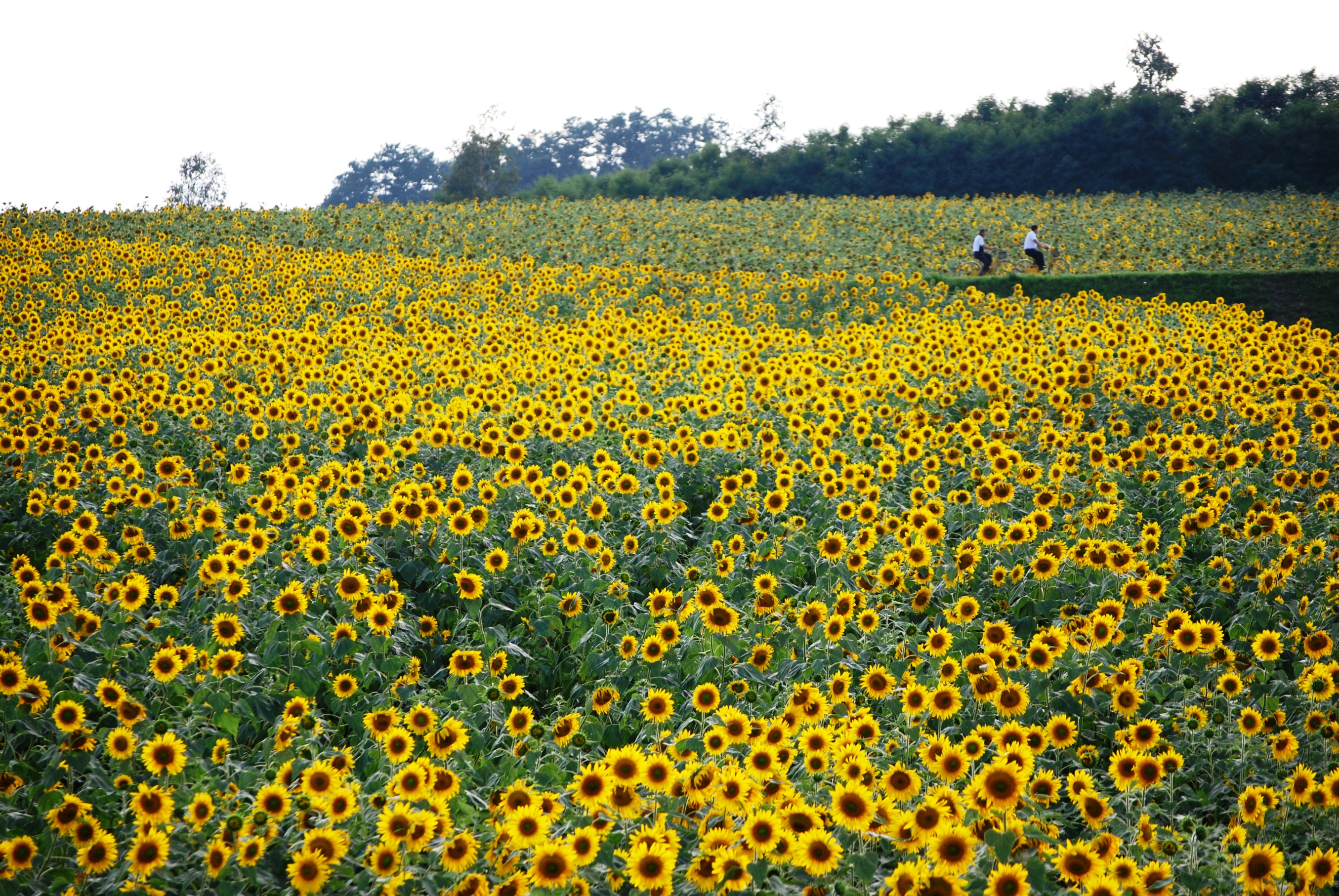
向日葵之里

## 外部連結
- （日語） 北龍町公所網頁（页面存档备份，存于）
- （日語） 北龍町入口網站・向日葵之里（页面存档备份，存于）
- （日語） 北竜向日葵觀光協會（页面存档备份，存于）
- （日語） 北竜町ひまわり観光協会的Facebook專頁